# Stěhování

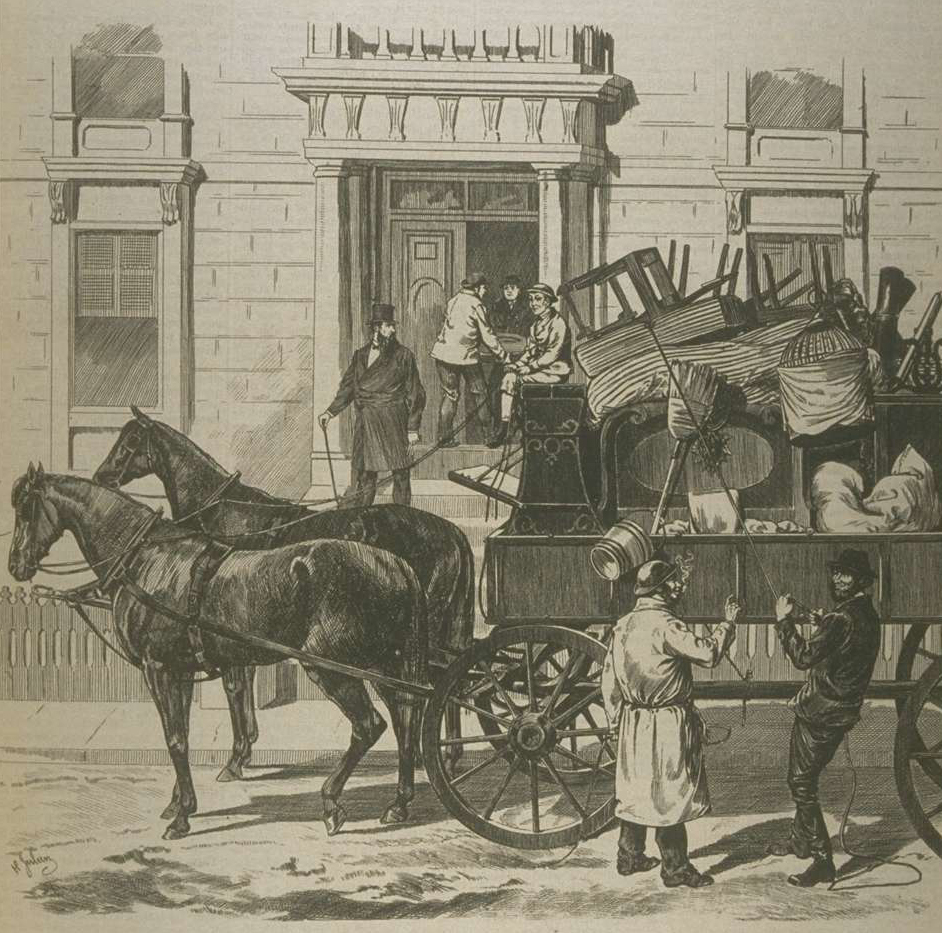
Stěhování v roce 1879

Stěhování je změna sídla člověka nebo společnosti, která spočívá mimo jiné v přesunu vybavení nemovitosti i běžného majetku.

## Stěhování v Česku
Seriozní stěhovací firmy v ČR disponují odborně vyškolenými pracovníky, kteří mohou klientovi poskytnout vyčerpávající informace o nabízených službách a odhadnout náklady ještě před realizací stěhování. Ve většině společností, je tato služba poskytována zdarma. Standardní balík služeb obsahuje: výjezd specialisty / technika, který dle dispozic zákazníka zjistí objem stěhování, doporučí odpovídající velikost vozidla a počet pracovníků, konzultuje se zákazníkem termín stěhování, případně další nezbytné úkony, např. demontáže a balení nákladu spojené s dodáním obalových materiálů v předstihu, etiketování nákladu, nakládání a přepravu, vyložení nákladu s donesením do místnosti, vybalování a úklid odpadů z obalů, ale i podmínky parkování stěhovacího vozu na nakládce, resp. vykládce.
Mnoho společností nabízí svým zákazníkům další služby, jako je pojištění, ochrana přepravovaého nákladu a skladování zboží. Profesionální firma provádí práce na základě uzavřené smlouvy se zákazníkem, kde jsou uvedeny podrobné etapy přepravy nákladu s jasným uvedením času a ceny, ale i práva a povinnosti smluvních stran. V ČR jsou legislativou stanoveny podmínky nákladní dopravy,[zdroj?] takže pouze kvalifikovaná informovanost ze strany stěhovací firmy může pomoci zajistit úspěšné realizování přidělených úkolů. Větší pozornost by měla být věnována firmám, které prezentují své služby prostřednictvím reklamy i v médiích. Jednodenní firmy[ujasnit] nebudou utrácet peníze za reklamu. Významným kritériem při výběru stěhovací firmy jsou také doporučení a reference, které firma může poskytnout na vyžádání. Pokud společnost působí již dlouhou dobu na dopravním trhu, bývá to pro zákazníka dalším kritériém při výběru.
Mnoho firem nabízí nízké ceny, ve většině případů se však tato cenová politika zobrazuje i v nízké úrovni poskytovaných služeb. To může být například nekvalitní balení, zpoždění v realizaci zakázky pohyblivé náklady na poskytované služby. Po dokončení zakázky většinou dochází k nárůstu cen,[zdroj?] protože původní cena nezahrnuje veškeré náklady spojené s poskytovanými službami.

## Stěhování v USA
Stěhování v USA - rozvinuté odvětví s obrovským ročním obratem. Rozsah prací v tomto odvětví je sezónní. Největší množství práce je v létě. Velmi obsazenými měsícemi jsou červen a srpen.
Američané jsou velmi mobilní, často mění své bydliště. Stává se to v důsledku různých důvodu: získání zaměstnání v jiném městě, zvýšení nebo snížení příjmů, získání levnějšího a pohodlnějšího bydlení. Všechny tyto důvody vedou k tomu, že Američané mění místo svého bydliště.
Střední Američan má velké množství vybavení, nábytku a dalších věcí. Málokdo z nich může vyvézt veškerý majetek samostatně, proto jsou nuceni obrátit se na stěhovací firmy specializující na přepravu nábytku.
V roce 1936, dopravci vytvořili asociaci profesionálních dopravců, do které vešly všechny významné americké společnosti, které provádí meziměstské a mezinárodní stěhování - přibližně 3000 přeprav za rok. Rozsah podnikání může být poukázán na příkladu New Yorku, kde na 8 miliónů lidí připadá kolem 40 velkých stěhovacích společností, majících ve svém arzenálu vlastní autopark několik skupin dopravců, sklady a zastoupení v dalších velkých městech USA. Kromě toho, ve Spojených státech několik společností působících v tomto odvětví produkují obaly a různé speciální zařízení určené ke stěhování a přepravě. V Evropské unii jsou u dopravců menší objemy přeprav, ale federace evropských asociací dopravců, založena v roce 1995, sdružuje více než 4 000 dopravních společnosti, z 15 evropských zemí. Například v Ženevě, s počtem obyvatel 186 000 lidí pracuje kolem 120 operátorů-dopravců.